# Rồng Stanford

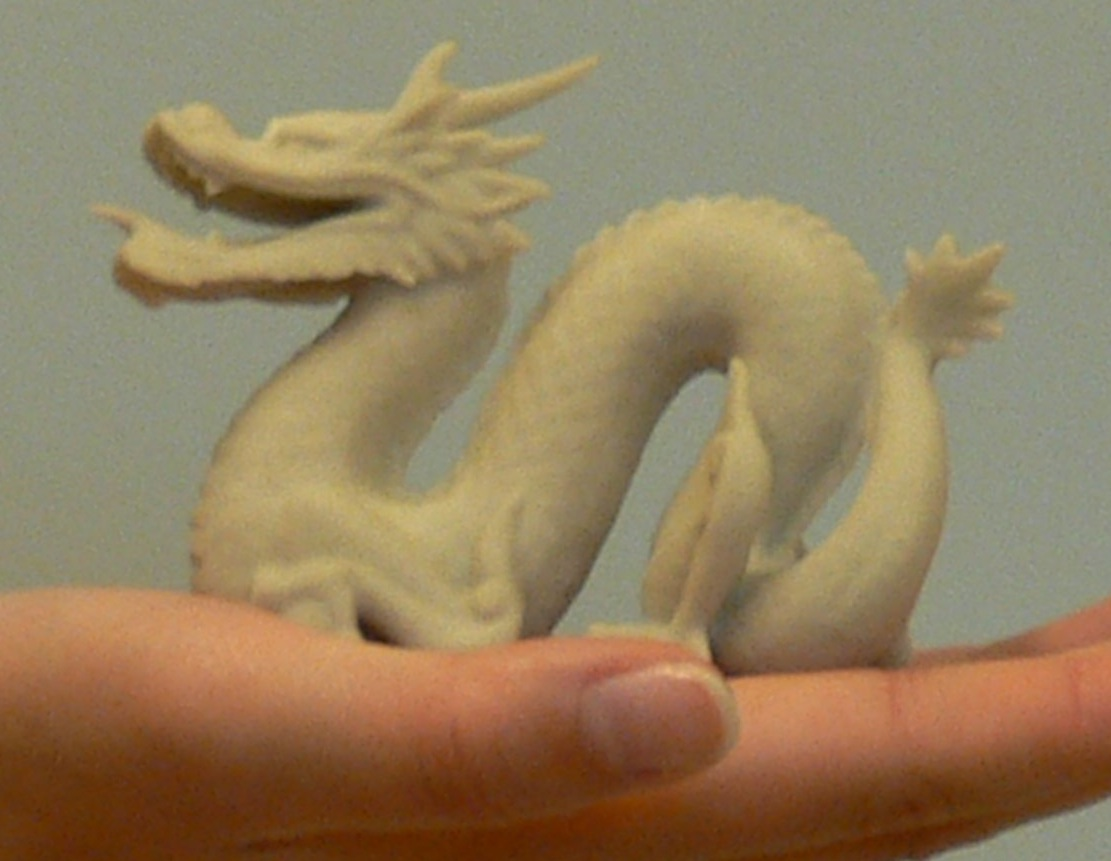
Một bản sao của con rồng được tạo ra bằng một máy tạo mẫu nhanh

Con rồng Stanford là một mô hình thử nghiệm 3D đồ họa máy tính được tạo ra bằng Máy quét 3D màu Cyberware 3030 Model Shop (MS) tại Đại học Stanford.
Con rồng bao gồm dữ liệu mô tả 871.414 hình tam giác  xác định bằng cách quét 3D một bức tượng thật.  Tập dữ liệu thường được sử dụng để kiểm tra các thuật toán đồ họa khác nhau, bao gồm đơn giản hóa đa giác, nén và làm mịn bề mặt.  Nó xuất hiện lần đầu tiên vào năm 1996.
Mô hình có sẵn ở các định dạng tệp khác nhau (.ply, vrml, vl,...) và miễn phí trên Internet.